# Bistum Maturín
Das Bistum Maturín (lateinisch Dioecesis Maturinensis) ist eine in Venezuela gelegene römisch-katholische Diözese mit Sitz in Maturín. Es umfasst den Bundesstaat Monagas.

## Geschichte
Papst Pius XII. gründete das Bistum mit der Apostolischen Konstitution Qui Supremi Pontificatus am 21. Juni 1958 aus Gebietsabtretungen des Bistums Calabozo und Erzbistums Valencia en Venezuela, dem es auch als Suffragandiözese unterstellt wurde.

## Bischöfe von Maturín
- Antonio José Ramírez Salaverría (24. Mai 1958–7. Mai 1994)
- Diego Padrón Sánchez (7. Mai 1994–27. März 2002, dann Erzbischof von Cumaná)
- Enrique Pérez Lavado (seit 9. August 2003)

## Weblinks

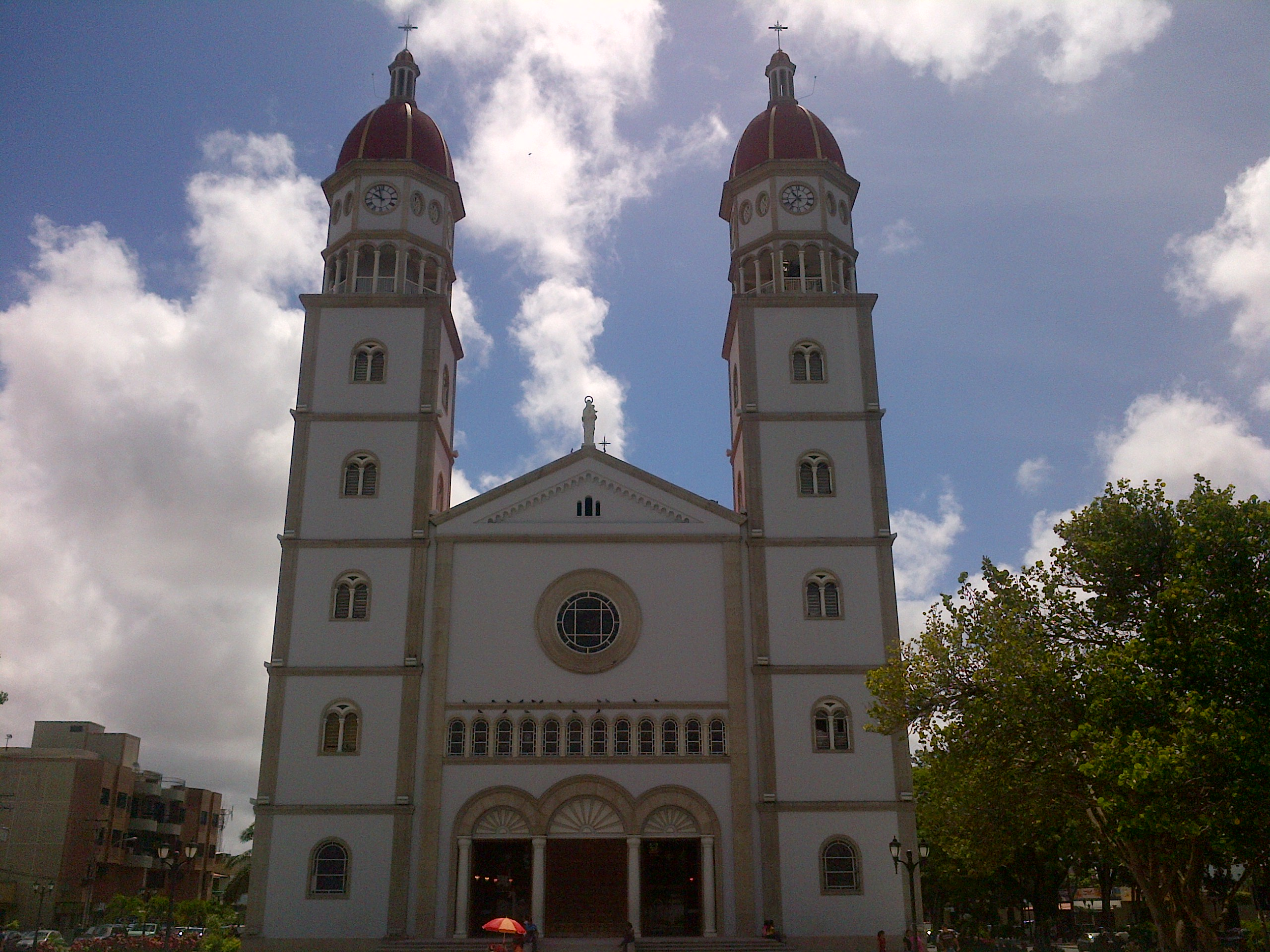
Catedral Nuestra Señora del Carmen